# Johannes van der Vliet

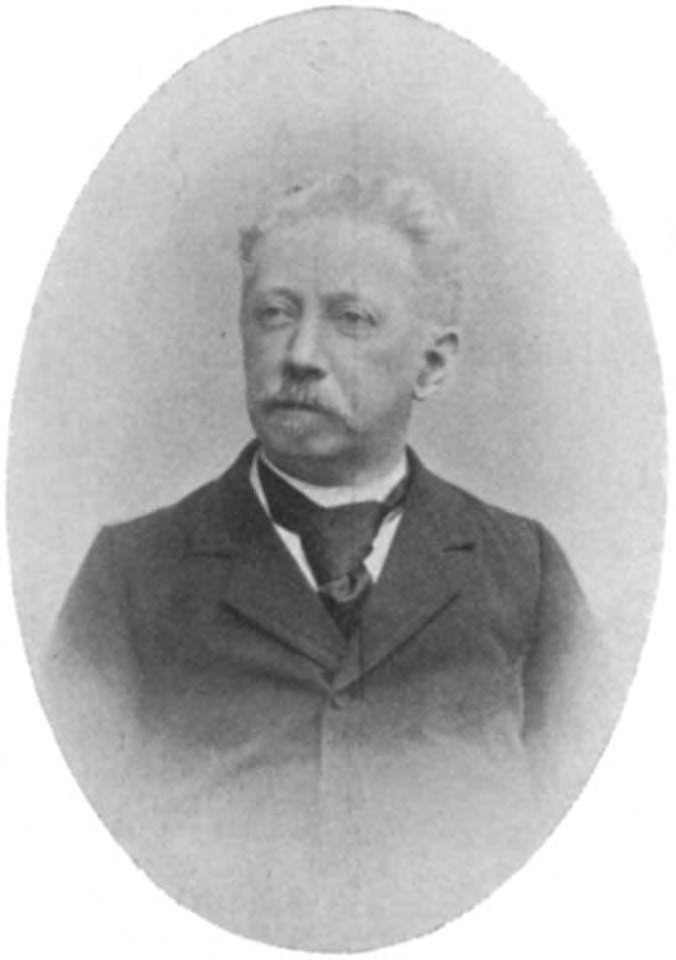
Johannes van der Vliet

Johannes van der Vliet (Reeuwijk, 24 april 1847 - Utrecht, 17 juli 1902) was een Nederlands classicus en hoogleraar Latijn aan de Universiteit van Utrecht van 1891 tot 1902.
Van der Vliet studeerde in Leiden Klassieke Talen bij Carel Gabriel Cobet en Sanskriet bij Hendrik Kern. Na (con)rector van de gymnasia te Zaltbommel, Assen en Haarlem te zijn geweest volgde hij in 1891 te Utrecht C.M. Francken op als hoogleraar Latijn. Hij hield zich met name met Apuleius bezig: de Duitse uitgeverij Teubner had hem verzocht de uitgave van diens werken te verzorgen. De tachtiger Hein Boeken promoveerde bij Van der Vliet, ook op Apuleius.
Sinds 1893 was Van der Vliet lid van de Société de Linguistique de Paris.

## Enkele publicaties
- 1874: Studia critica in Dionysii Halicarnassensis Opera rhetorica. Tekstkritisch proefschrift over Dionysius van Halicarnassus.
- 1891: Studia Ecclesiastica: Tertullianus I: Critica Et Interpretatoria. Studie over de Tertullianus.
- 1891: Athenae et Hierosolyma. Inaugurele rede uitgesproken te Utrecht.
- 1894: De Latijnsche poëzie van Huygens. Rede uitgesproken in de algemeene vergadering van het Provinciaal Utrechtsch Genootschap.
- 1897: Lucii Apulei Metamorphoseon Libri XI, Uitgave van de Metamorphosen van Apuleius.
- 1897: Vergilius' Aeneis. Schooluitgave van Vergilius' Aeneis.
- 1900: "Lucii Apulei Madaurensis Apologia Sive De Magia Liber, et Florida. Uitgave van de Apologia en de Florida van Apuleius.
- 1900: Tacitus: Historiae. Cum Fragmentis Et Supplementis. Uitgave van de Historieën van Tacitus.